# Штурм Герменчука
Штурм Герменчука відбувся 23 серпня 1832 року, одна з битв Кавказької війни. Російські війська під командуванням генерала Вельямінова в кількості 9 тисяч осіб здійснили штурм чеченського аулу, який обороняли 3800 захисників.

## Передісторія
У період Кавказької війни командування Кавказьким окремим корпусом робить активні дії Чечні. 5 серпня 1832 барон Г. Розен винищив аул Дауд-Мартан, полковник Г. Засс віддав вогню аул Пхан-кічу і розорив ріллі селян. Протягом 6-7 серпня генерал-майор князь Бекович-Черкаський знищував житлові будови в аулі Ачхой, командир Бутирського піхотного полку полковник Пирятинський спалив вщент аули Ельмурза-юрт та Аллаха-Ірзо-юрт.
7 серпня той самий полковник Пирятинський зрівняв із землею аули Шаудон-кулі та Катрі-юрт. 8 серпня винищені аули Дзулгу-юрт, Галгай-юрт, Алтемір-юрт. 9 серпня аули Шалаж та Умахан-юрт виявили покірність, цього ж дня Бекович-Черкаський знищив аул Нуркі. 10 серпня захоплено аул Гехі. Після Шалі настала черга Герменчука.

## Склад та чисельність сторін

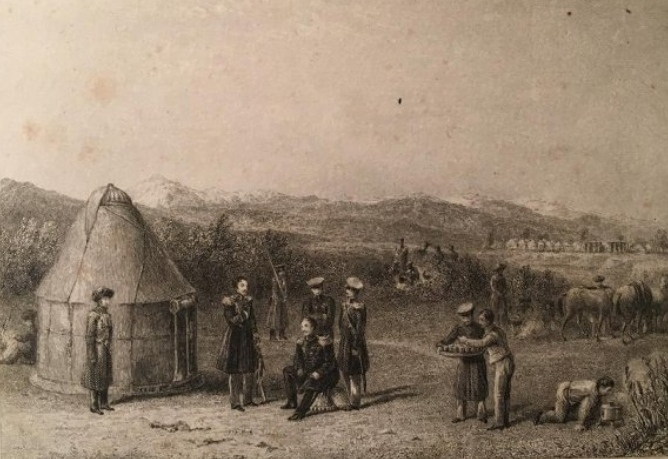
Табір біля аула Герменчук (1832)

### Війська у складі Російської імператорської армії
До складу з'єднаного загону увійшли:
- 2 батальйону Еріванського карабінерного полку під командуванням полковника князя Дадіан ;
- 1 батальйон 41-го Єгерського полку майора Резануйлова;
- 2 батальйони 40-го Єгерського полку полковника Шумського;
- 2 батальйони Московського піхотного полку полковника Щоголєва;
- 2 батальйони Бутирського піхотного полку полковника Пирятинського;
- 1 рота Кавказького саперного батальйону капітана Богдановича;
- полк пішої грузинської міліції у складі 500 осіб полковника Челяєва;
- 500 лінійних козаків 1-го Горсько-Моздокського козачого полку полковника Засса;
- 500 вершників грузинського кінного полку князя Яссі Андронікова;
- 500 вершників 1-го кінного полку князя Бебутова;
- 500 вершників 2-го кінного полку Мірза-Джана Мадатова;
- 200 кабардинських міліціонерів князя Аслан-бека Бекович-Черкаського;
- 24 легкі знаряддя, 4 гірські єдинороги.

Усього приблизно 9000 осіб.

### Війська імамату
Три тисячі чеченців зайняли оборону у Герменчука. Імам Газі-Мухаммад особисто привів до них на допомогу вісімсот кінних лезгінців. Крім того, щодня до Герменчука підходила підмога з віддалених аулів.

## Хід битви
Герменчук знаходився за сім верст від Шалі. Російський загін переправився через Аргун і провів ніч у Шалі. До полудня загін зайняв позиції на увазі горців, що очікували його. На лівому фланзі росіяни мали річку, на правому — густий ліс, де стояли кіннота лезгін і чеченська піхота. Село з трьох сторін було оточене окопами. За селом стояв густий ліс. Козаки під командуванням Засса, грузинський та татарські кінні зав'язали перестрілку з чеченською кіннотою.
Артилерія під командуванням Вельямінова відкрила вогонь. Козаки Засса були відправлені до лісу, щоб прикрити правий фланг наступаючих. Лівий російський фланг прикривали кавказькі полки. Після артпідготовки Бутирські та єгерські батальйони пішли в атаку. Чеченці, які перечекали обстріл в окопах, дали залп, але не встигли перезарядити гвинтівки. Передові колони нападників увірвалися в село. Частина села, що ула коло лісу, залишалася під контролем оборонців, але правий фланг їм довелося залишити. Козаки, що переслідували лезгінів, потрапили під рушничний вогонь. Вельямінов послав до Засса ад'ютанта з наказом повернутися до батареї.

### Атака кінноти Засса

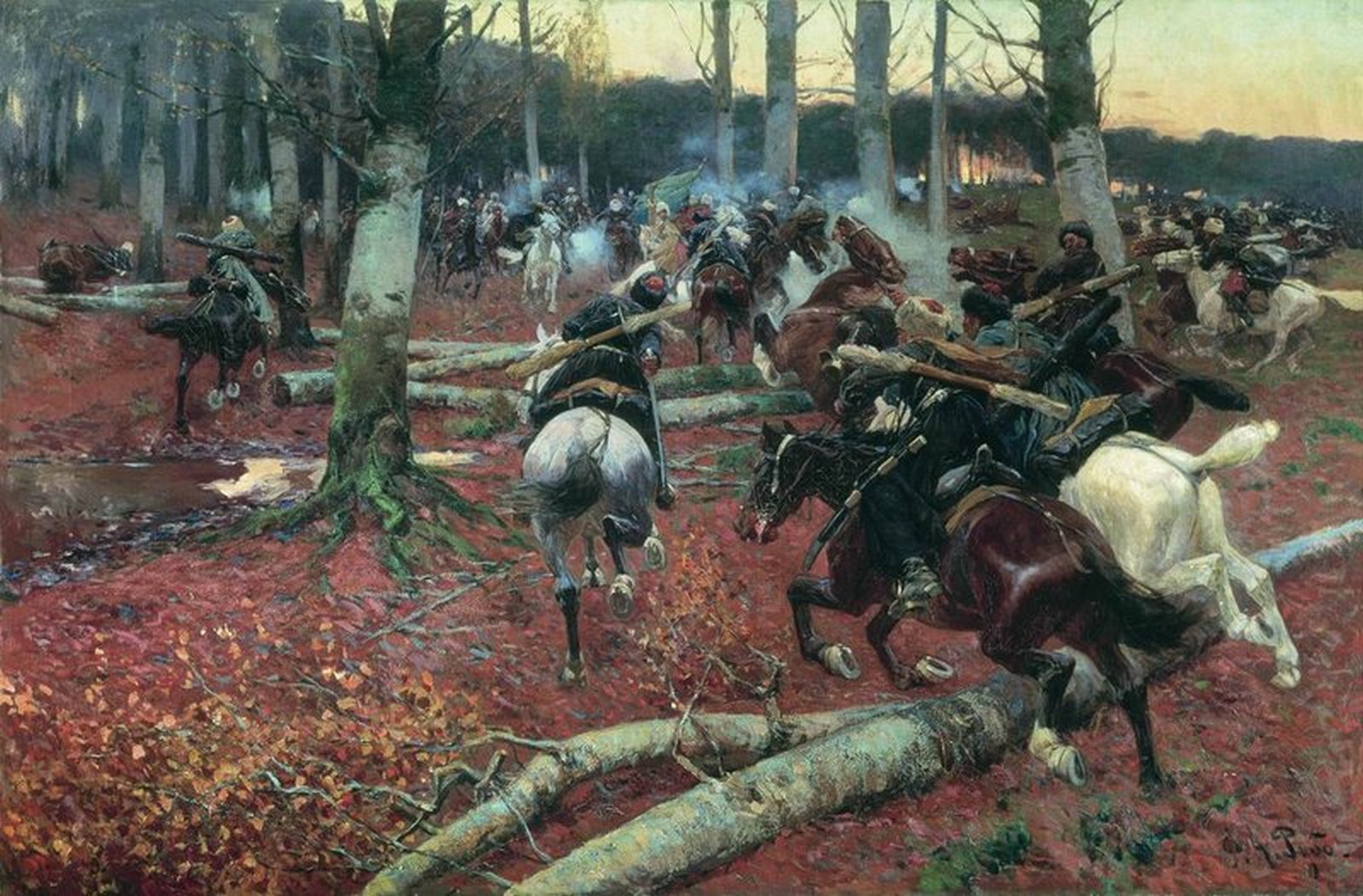
Військова замальовка. Франц Рубо

Козаки Засса, що поверталися до батареї, потрапили під вогонь чеченців з лівого флангу Герменчукського окопа. Козаки повернули до окопу і незабаром опинилися перед завалом. Вони зістрибнули з коней і опинилися поза зоною вогню захисників села. Чеченці стали чекати на появу нападників, але не витримали і зробили залп. Козаки та грузини в той же момент кинулися в атаку та захопили укріплення.
Засс на підході до завалу було поранено в ногу. Недалеко від нього лежав поранений у груди князь Андроніков. Поруч знайшли ще двох поранених офіцерів. Рукопашний бій у селі продовжувався, але перемога схилялися на користь росіян, чеченці відступали під їх натиском.

### Штурм оточених

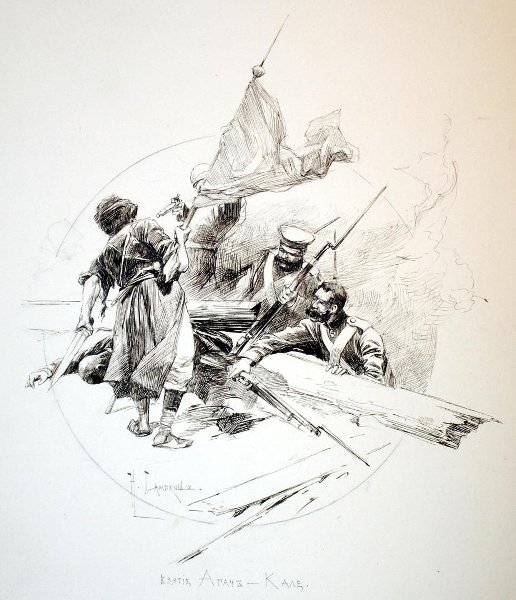
Взяття укріплення Газі-Мухаммада, Апшеронським полком. Худий. Самокиш, (1894)

Захисники змушені були залишити село, проте близько сотні чеченців, відрізані від лісу, засіли у трьох суміжних будинках і не хотіли здаватись. Вони вбили одного підполковника та поранили багатьох солдатів. Саклі були оточені потрійним ланцюгом застрільників, що лежали на землі, за тинами та за деревами. Ніхто не смів з'явитися на очах у ворога: вірним оком спрямована куля карала необережного... Артилеристи з команди Бріммера підігнали легку зброю, постріл прошив наскрізь усі три будинки, проте ядра становили небезпеку для штурмувальників з іншого боку, тому вогонь довелося припинити.
|  | Вольховському стало шкода хоробрих людей він наказав колишньому при нас перекладачеві, старому моздоцькому козаку Атарщикову, запропонувати їм покласти зброю, обіцяючи в такому разі від імені головного командувача не лише життя, але й право розміну на російських полонених, що відкривало їм надію поверннення коли-небудь до своїх сімейств. Вогонь утих, коли Атарщиков вийшов уперед і по-чеченськи крикнув, що хоче говорити. Оточені в будинках, вислухали пропозицію, порадилися кілька хвилин, потім вийшов напівоголений, від диму почорнілий чеченець, промовив коротку промову і - з усіх бійниць залунали постріли. Відповідь полягала у таких словах: — Пощади не хочемо; однієї милості просимо у росіян, нехай дадуть знати нашим родинам, що ми померли, як жили, не підкоряючись чужій владі. |

Тоді будинки підпалили. Оборонці намагалися вирватися з вогню, але гинули під вогнем нападників. З-під руїн, що димляться, витягли шість поранених лезгінів. Жоден чеченець не здався. Сімдесят дві людини згоріли.
Офицер Федір Торнау згадував:
|  | Розігрався заключний акт кривавої драми; ніч накрила сцену. Кожен по совісті виконав свою справу: головні актори відійшли у вічність; інші дійові особи та за ними глядачі з каменем на серці почали розходитися по наметах: і може статися, не один у глибині душі ставив собі питання — навіщо все це? хіба для всіх, без розбору мови та віри, немає місця на землі? |

## У поезії
У 1832 році поет Олександр Полежаєв, який у лавах Московського піхотного полку також брав участь у штурмі аула, присвятив селище Герменчук свій вірш — «Цвинтар Герменчузький».
|  | … Быть может, в битве оживляла Она отчизны бранный дух И снова к мести призывала Сокрытый в пепле Герменчуг… |